# A Match Made in Heaven
A Match Made in Heaven es un telefilme de 1997 dirigido por Paul Wendkos. Contó con las actuaciones de Olympia Dukakis, John Stamos, Kelly Rowan, Della Reese, Jill Pierce y Mitchell Whitfield.

## Sinopsis
Thomas Rosner (Stamos) es un abogado de éxito y resulta ser un buen partido. Sin embargo, su soltería es la mayor pena de su madre, Helen (Dukakis), una paciente con cáncer terminal. Cuando Helen visita el hospital para una revisión, se encuentra con la nueva enfermera de su médico, Jane Cronin (Rowan), una mujer soltera que duda en conocer a alguien nuevo tras salir de una relación de cinco años. La belleza, la compasión, la inteligencia y el sentido del humor de Jane la cautivan e inmediatamente decide que ella es la indicada para su hijo. Helen hace de celestina entre ambos, para disgusto de su cuidadora de toda la vida, Katie Beale (Reese).

## Reparto
| Actor              | Personaje           |
| ------------------ | ------------------- |
| Olympia Dukakis    | Helen Rosner        |
| John Stamos        | Thomas "Tom" Rosner |
| Kelly Rowan        | Jane Cronin         |
| Della Reese        | Katie Beale         |
| Mitchell Whitfield | Gordon Rosner       |
| Jill Pierce        | Tiffany Needleman   |
| Stephanie Erb      | Allyce Rosner       |